# Tetenhusen
Tetenhusen (in danese Tetenhuse) è un comune di 935 abitanti dello Schleswig-Holstein, in Germania.
Appartiene al circondario (Kreis) di Schleswig-Flensburgo (targa SL) ed è parte della comunità amministrativa (Amt) di Kropp-Stapelholm.